# Síndrome miccional
El síndrome miccional es un conjunto de síntomas relacionados con el aparato urinario, que ocurre de forma frecuente, sobre todo en mujeres, y que no suele ser grave pero es muy molesto. Está caracterizado por uno o más de los siguientes síntomas:
- Polaquiuria: Es el aumento de la frecuencia de las micciones de escasa cantidad.
- Disuria: Es la difícil, dolorosa e incompleta expulsión de la orina.
- Tenesmo vesical: Es la sensación de no haber orinado totalmente, con persistencia de los síntomas anteriores.
- Urgencia miccional: Es la sensación de no poder contener la orina y tener la necesidad de orinar lo más rápidamente posible por correr el riesgo de incontinencia urinaria.
- Molestias hipogástricas: Es un dolor localizado en el hipogastrio o en el bajo vientre.

El síndrome miccional puede estar acompañado de otros síntomas como fiebre, dolor en las fosas renales, dolores osteomusculares, artralgias, cefalea, entre otros.

## Etiología del síndrome miccional
Las causas más frecuentes del síndrome miccional suelen ser las infecciones urinarias, aunque también puede ser debido a litiasis urinaria, cáncer de próstata, prolapso uterino, hipertrofia benigna de próstata, enfermedades de transmisión sexual o trastornos psicológicos.

## Diagnóstico del síndrome miccional
Para saber la causa o la enfermedad que provoca un síndrome miccional, la primera prueba que se suele solicitar es un análisis de orina, que podrá objetivar la presencia de una infección u otras alteraciones.

## Tratamiento del síndrome miccional
- Tratamiento etiológico: Se refiere al tratamiento de la causa que provoca el síndrome miccional. En el caso de una infección urinaria, se prescribirá un antibiótico.
- Tratamiento sintomático:
  - Ingesta abundante de líquidos, sobre todo agua, al menos 3 o 4 litros al día.
  - Analgésicos o antiinflamatorios, como metamizol o ibuprofeno.

- Datos: Q9081116